# Předalpská Galie

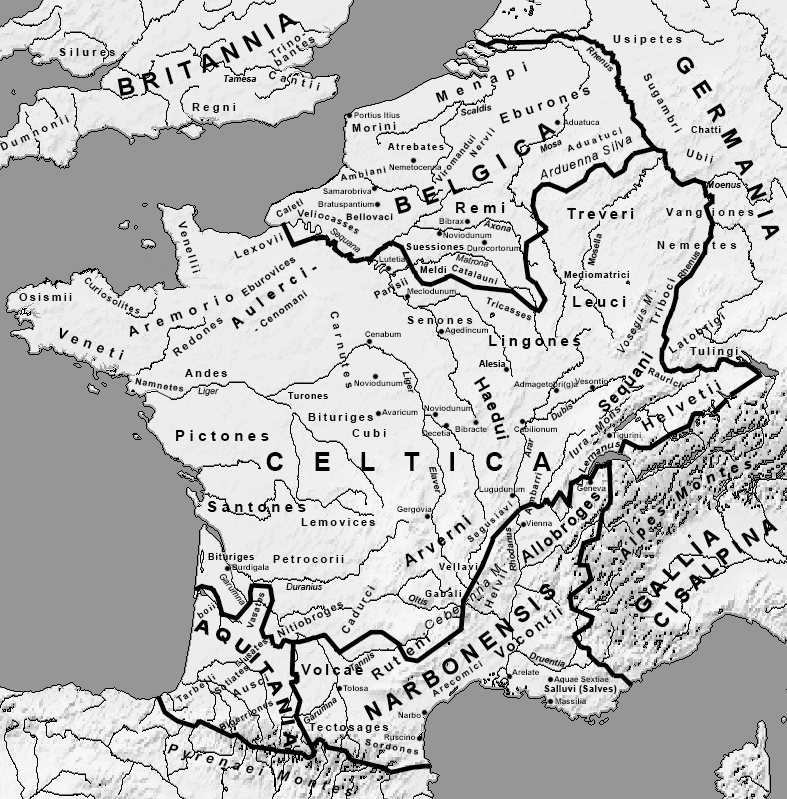
Mapa Galie kolem roku 58 př. n. l., Předalpská Galie (Gallia Cisalpina) se nachází v severní Itálii.

Předalpská Galie (latinsky: Gallia Cisalpina) bylo římské pojmenování oblasti (v letech 203 až 43/42 př. n. l. římské provincie), zahrnující území dnešní severní Itálie při řece Pádu ohraničené horskými masívy Alp a Apenin. V současnosti zde existují tyto italské regiony: Emilia-Romagna, Friuli-Venezia Giulia, Ligurie, Lombardie, Piemont, Trentino-Alto Adige a Benátsko. Římané pro toto teritorium užívali někdy také názvů Gallia Citerior („Bližší Galie“), Provincia Ariminum nebo Gallia Togata („v tóze oblečená Galie“, což poukazuje na pronikavou romanizaci tohoto kraje). Gallia Transpadana bylo označení části Předalpské Galie mezi Pádem a Alpami.
Podle starověkých pramenů toto území původně nenáleželo k Itálii, nýbrž ke Galii, jelikož to byly keltské (galské) kmeny, které v 5. století př. n. l. pronikly zpoza Alp do údolí řeky Pádu a postupem doby si tuto oblast podmanily. Keltové odsud později zahájili vpády na území Etrusků a Římanů; druzí jmenováni byli částí těchto Galů (jak je Římané nazývali) vedenými náčelníkem Brennem zle postiženi v roce 390 př. n. l., kdy Keltové vydrancovali Řím. Po zhruba dalších téměř dvou stech letech neklidného soužití obou národů, vyplněného četnými konflikty, vtrhli Keltové v roce 225 př. n. l. do severní Itálie (nynější střední Itálie), nicméně v krvavé bitvě u Telamonu byli římskými legiemi drtivě poraženi. Tento úspěch Římanům umožnil přejít v následujícím roce do protiofenzívy a postupně opanovat celé území Předalpské Galie. Záhy zde byly založeny první římské kolonie, jejichž obyvatelům náleželo latinské právo. Současně začala výstavba husté sítě silnic, spojujících tyto kolonie. Proces pozvolné pacifikace země byl však takřka na dvě desetiletí přerušen vypuknutím druhé punské války a vpádem Hannibala do Itálie v roce 218 př. n. l.
Teprve po Hannibalově ústupu z Apeninského poloostrova v roce 203 př. n. l. mohla být výstavba provincie obnovena. Po roce 190 př. n. l. zde vznikla další města jako třeba Aquileia, Bononia (nynější Bologna), Patavia (Padova) či Parma. Správním střediskem provincie byla Mutina (Modena). Nedaleko tohoto místa se v roce 72 př. n. l. prokonzul Gaius Cassius Longinus pokusil zastavit Spartaka a jeho vojsko otroků. Avšak byl drtivě poražen a jen stěží si zachránil život.
Jižní hranici provincie s Itálií tvořila řeka Rubikon, jíž v roce 49 př. n. l. překročil Julius Caesar a jeho zkušená XIII. legie („Alea iacta est“). Tato událost znamenala počátek další fáze římských občanských válek, které přivodily zhroucení římské republiky a zrod římského císařství. V témže roce obdrželi obyvatelé Předalpské Galie římské občanství. V době druhého triumvirátu pak byla provincie v roce 43 nebo 42 př. n. l. začleněna do Itálie, v rámci Octavianova programu „italizace“. Hospodářský a strategický význam Předalpské Galie vzrostl během následující římské expanze na sever, kdy legie císaře Augusta překročily Alpy a roku 15 př. n. l. dosáhly Dunaje.
Nejslavnějšími rodáky Předalpské Galie byli básník Vergilius, jenž se narodil v jedné obci nedaleko dnešní Mantovy, a historik Livius, pocházející z Padovy.